# Wasilij Alaksiejanka
Wasilij Anatoljewicz Alaksiejanka (biał. Васілій Анатольевіч Аляксеянка, ros. Василий Анатольевич Алексеенко, Wasilij Anatoljewicz Aleksiejenko; ur. 1 stycznia 1957 w Stukaciczach) – radziecki i białoruski wojskowy i polityk, w latach 2012–2016 deputowany do Izby Reprezentantów Zgromadzenia Narodowego Republiki Białorusi V kadencji.

## Życiorys
Urodził się 1 stycznia 1957 roku we wsi Stukaciczy, w rejonie mińskim obwodu mińskiego Białoruskiej SRR, ZSRR. Ukończył Ordżonikidzowską Wyższą Dowódczą Uczelnię Wojskową Czerwonego Sztandaru Ministerstwa Spraw Wewnętrznych ZSRR im. S. Kirowa, Akademię Wojskową im. Michaiła Frunzego i Akademię Ministerstwa Spraw Wewnętrznych Republiki Białorusi, uzyskując wykształcenie wojskowe i prawnicze. Służył w szeregach Armii Radzieckiej, kolejno: w jednostce wojskowej nr 6636 w Celinogradzie jako dowódca plutonu, dowódca kompanii, szef sztabu batalionu; w jednostce wojskowej nr 3519 w Chabarowsku jako zastępca dowódcy pułku i dowódca pułku; w jednostce wojskowej nr 3214 w Mińsku jako dowódca pułku, w jednostce wojskowej nr 5448 w Mińsku jako zastępca dowódcy brygady i dowódca brygady; w jednostce wojskowej nr 3403 w Mińsku w korpusie ochrony porządku społecznego jako szef sztabu i dowódca korpusu.
18 października 2012 roku został deputowanym do Izby Reprezentantów Zgromadzenia Narodowego Republiki Białorusi V kadencji z Gruszowskiego Okręgu Wyborczego Nr 98 miasta Mińska. Pełnił w niej funkcję członka Stałej Komisji ds. Bezpieczeństwa Narodowego. Jego kadencja w Izbie Reprezentantów zakończyła się 11 października 2016 roku.

## Odznaczenia
- Order „Za służbę Ojczyźnie” I klasy[1];
- Order „Za Służbę Ojczyźnie” II klasy[1];
- Order „Za służbę Ojczyźnie w Siłach Zbrojnych ZSRR” III klasy (ZSRR)[1];
- Medal „Za zasługi w ochronie porządku publicznego”[1];
- Medal „Za nienaganną służbę” I klasy (ZSRR)[1];
- medale jubileuszowe[1];
- kordzik[1].

## Życie prywatne
Wasilij Alaksiejanka jest żonaty, ma dwóch synów.